# Gruntowanie
Gruntowanie – powlekanie powierzchni przeznaczonej do malowania warstwą  gruntu malarskiego, który ma właściwości silnego wiązania się z podłożem w celu stworzenia jednolitej powłoki oraz zwiększenia przyczepności materiału malarskiego do powierzchni malowanej. 
Grunty używane są także w budownictwie do utwardzenia niezbyt spoistego lub pylącego się podłoża, do zmniejszenia nasiąkliwości oraz zwiększenia przyczepności nakładanych warstw. Kładzione są  przed pierwszym malowaniem na ściany z płyt gipsowo-kartonowych lub pokrytych tynkiem gipsowym, na podłogi przed klejeniem parkietu lub płytek ceramicznych.